# Lemairegisa gigantea
Lemairegisa gigantea är en fjärilsart som beskrevs av Rothschild 1917. Lemairegisa gigantea ingår i släktet Lemairegisa och familjen tandspinnare. Inga underarter finns listade i Catalogue of Life.